# Tingle's Balloon Fight DS
Tingle's Balloon Fight DS (チンクルの バルーンファイトDS?, Chinkuru no Barūn Faito DS) è un videogioco pubblicato nell'aprile 2007 per Nintendo DS.

## Modalità di gioco
Protagonista del gioco è Tingle, un uomo di piccola statura vestito da elfo. Il gioco è una rivisitazione, con personaggi e luoghi della saga di The Legend of Zelda, del classico Nintendo, Balloon Fight.